# Centre de Documentation sur les Migrations Humaines

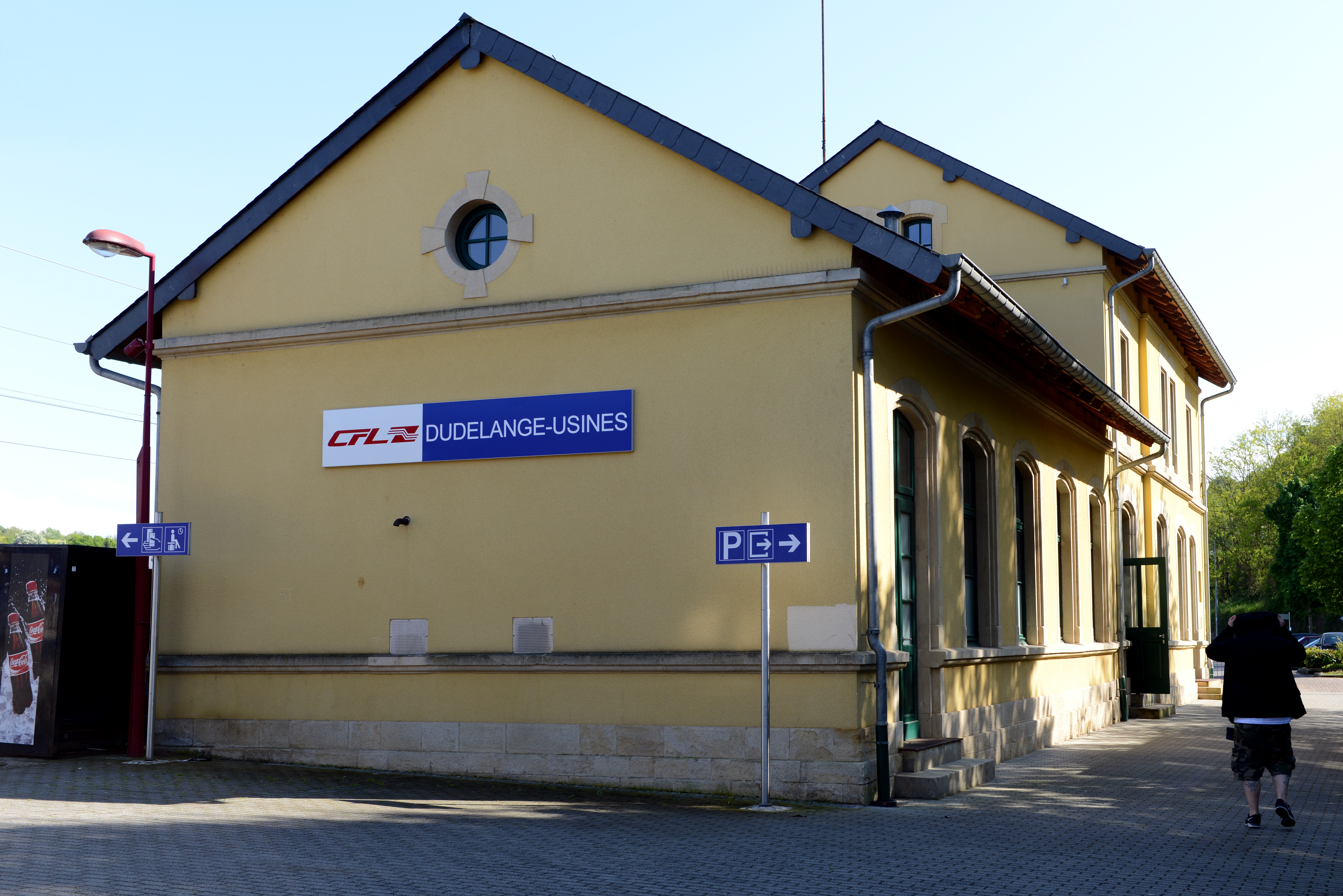
Bahnhofsgebäude, 2014

Das Centre de Documentation sur les Migrations Humaines ist ein 1993 gegründetes Migrationsmuseum und Migrationsarchiv in Düdelingen, Luxemburg.
Vor der Entwicklung der luxemburgischen Eisen- und Stahlindustrie wanderten viele Luxemburger nach Amerika aus oder suchten Arbeit im benachbarten Frankreich oder Belgien. Mit dem Aufschwung der Luxemburger Eisen- und Stahlindustrie kehrte sich diese Entwicklung um und es kamen Arbeiter aus Deutschland, Frankreich und Belgien. Ende des 19. Jahrhunderts entstand neben dem Düdelinger Hüttenwerk das Quartier italien. Hier wohnten neben hauptsächlich italienischen Saisonarbeitern mit ihren Familien viele Migranten unterschiedlicher Nationalität. Nach dem Abriss des Hüttenwerks verließen die traditionellen Einwohner das Viertel und hauptsächlich portugiesischsprachige Einwanderer aus Portugal und von den Kapverdischen Inseln zogen dort ein.
Das Dokumentationszentrum befindet sich im 1897 erbauten Bahnhof von Düdelingen beim italienischen Viertel und ist ein wichtiger Erinnerungsort für die Migrationsbewegungen in Luxemburg. Nach dem Konzept eines „Museums ohne Mauern“ soll die Ausstellung über den Bahnhof hinaus das italienische Viertel im Sinne eines lebendigen Museums einbeziehen.